# Мексиканська війна за незалежність
Мексиканська війна за незалежність (1810–1821) — збройний конфлікт між населенням Мексики та іспанською колоніальною владою, частина війни за незалежність іспанських колоній в Америці.
Конфлікт почався 16 вересня 1810 року з селянських заворушень і згодом вилився в загальнонаціональний рух за незалежність від Іспанії. Антиколоніальна війна розгорнулася в Мексиці після того, як війська Наполеона в процесі Іспансько-французької війни (1808—1814 років) окупували Іспанію. І боротьба за незалежність Мексики розвивалася за прикладами Великої французької революції (1789—1794 років) і Війни за незалежність США (1775—1783 років).

## Передісторія
Зростання сепаратистських настроїв у Новій Іспанії було зумовлене обставинами внутрішнього і зовнішнього ладу. З одного боку від колоніального гніту страждали різні групи населення, від індіанців, що були позбавлені всяких прав та піддавалися жорстокій експлуатації, і до дрібних землевласників, ремісників, інтелігенції, незадоволених дискримінацією і політичним безправ'ям, з іншого — події на європейському континенті, Велика французька революція, боротьба англійських колоній у Північній Америці за незалежність, проникнення до Латинської Америки прогресивних ідей сприяли розвитку антиколоніальних тенденцій.

## Початок

Похід Мігеля Ідальго

Війна почалася з повстання в селищі Долорес 16 вересня 1810 року. Його очолив священик Мігель Ідальго-і-Костилья. Пізніше повстання отримало назву «Гріто де Долорес» (ісп. Grito de Dolores) — Клич Долореса. Бунтівники, переважно індіанці та метиси, вимагали звільнення рабів, скасування подушної податі (податків) і повернення індіанцям відібраних земель. У той день Ідальго залучив на свій бік близько 600 осіб і, розділивши на загони, повів їх на південь. 20 вересня повстанці вступили до Селаї. 28 вересня бунтівники числом близько 14 тис. осіб підійшли до Гуанхауто. Унаслідок запеклого бою місто було взято. 10 жовтня сили Ідальго вступили до Вальядоліду. 19 жовтня революційна армія, що налічувала 80 тис. осіб, попрямувала до Мехіко. Але, відмовившись від цього плану, Ідальго повів армію на північний захід, в Керетаро.
7 листопада сталося зіткнення близько 40 тис. повстанців (багато хто, розчарувавшись відступом від столиці, розійшлися по домівках) та іспанських військ. Вирішивши не давати бою, повстанці залишили свої позиції, але все ж утратили до 5 тис. убитими. Відступивши до Селаї, повстанці розділилися, Ідальго з невеликою групою попрямував на південь, у Вальядолід. Далі він попрямував до Гвадалахари, зайнятої до того часу повстанськими загонами. Повстанці вступили до міста в листопаді. У Гвадалахарі Ідальго видає декрети про скасування подушної податі, звільнення рабів, знищення монополій на виробництво та продаж пороху, тютюнових виробів, вина, зниження алькабали і про повернення індіанцям орендованих у них земель. У грудні він видає маніфест, що закликав усі прошарки суспільства до боротьби проти колонізаторів.
На початку 1811 року колоніальна влада вирішила спровадити до Гвадалахари сили під командуванням генерала Фелікса Кальєхи (6 тис. солдатів). Після звісток про наближення іспанських військ повстанці залишили місто і відійшли на схід. 16 січня сталося зіткнення двох армій. Попри чисельну перевагу повстанцям довелося відступити, а їхні втрати були вельми значні. Ця поразка деморалізувала армію повстанців, багато хто став залишати її ряди. Ідальго був відсторонений своїми сподвижниками від керівництва повстанням, однак формально він зберігав своє лідерське становище. У березні 2-тисячний загін патріотів потрапив до засідки, Ідальго був схоплений і 30 липня розстріляний. 16 вересня вшановується в Мексиці як День незалежності, а Ідальго вшановується національним героєм.

## Хосе Марія Морелос
Після смерті Ідальго керівництво революційною армією очолив інший парафіяльний священник Хосе Марія Морелос. 24 травня 1811 року він зайняв Чильпансинго, а через день Тистлу. У серпні Морелос із півтора тисячами людей виступив на схід і зайняв Чилапу. У листопаді він захопив Тлапу і далі Чаутлу. У грудні його війська зайняли Куаутлу, а в кінці року вони ввійшли до важливого адміністративного й торгового міста Теуакан. До цього часу революційний рух досяг великого розмаху: в кінці 1811 року в руках повсталих були інтендантства Гуанхауто, Гвадалахара, Мічоакан, Сакатекас, значна частина інтендантств Пуебла, Веракруса, Сан-Луїс-Потосі й Мехіко перебували під контролем повстанців. У 1812 році з Іспанії до роялістів прибуває підкріплення. До цього моменту столиця була оточена революційними загонами.

Військові дії Вісенте Герреро в 1812—1816 рр..

 У лютому іспанці обложили Куаутулу, де Морелос зосередив основні сили чисельністю близько 5,5 тис. осіб. Упродовж двох із половиною місяців повстанці утримували противника, а потім залишили місто, втративши 800 осіб убитими. Поразка Морелоса надихнула роялістів і до середини 1812 року владі вдалося стабілізувати становище в країні. Однак у другій половині року відбувся підйом визвольного руху. Наприкінці 1812 року Морелос захопив Орисабу, 25 листопада — Оахаку. У квітні 1813 року повстанці взяли Акапулько, під контролем віце-короля тепер перебували лише столиця і головні провінційні центри. 28 червня 1813 року Морелос видав у Акапулько декрет про скликання національного конгресу для створення уряду. Конгрес відкрився в Чильпансинго 14 вересня того ж року. На його засіданні було оголошено документ «Почуття нації», який передбачав скасування рабства і поділу населення на расові групи, встановлення єдиного податку, гарантії власності та недоторканності житла, заборона тортур.
Але внаслідок наступальних операцій іспанців територія, контрольована революційними силами, до осені 1813 року збереглася лише в Південній Мексиці. 6 листопада 1813 року повстанцями був прийнятий «Урочистий акт Декларації незалежності Північної Америки». Домігшись військових успіхів на півдні, Морелос рушив на північ до Вальядоліда, але зазнав поразки. На початку 1814 року іспанська армія розгромила повстанців у районі Пуруарана. У березні 1814 року до влади в Іспанії повернувся Фердинанд VII, дії з придушення повстання були активізовані. 22 жовтня 1814 року повстанський конгрес проголосив першу в історії Мексики конституції — «Конституційний указ про свободу Мексиканської Америки», який встановлював республіку і поділ влади, вищим законодавчим органом оголошувався конгрес. Проголошувалися рівність усіх громадян перед законом, свобода слова і друку, мала сповідуватися лише римо-католицька релігія. Але в 1815 році, Морелос так само був спійманий іспанською владою, і страчений за державну зраду.

## Незалежність

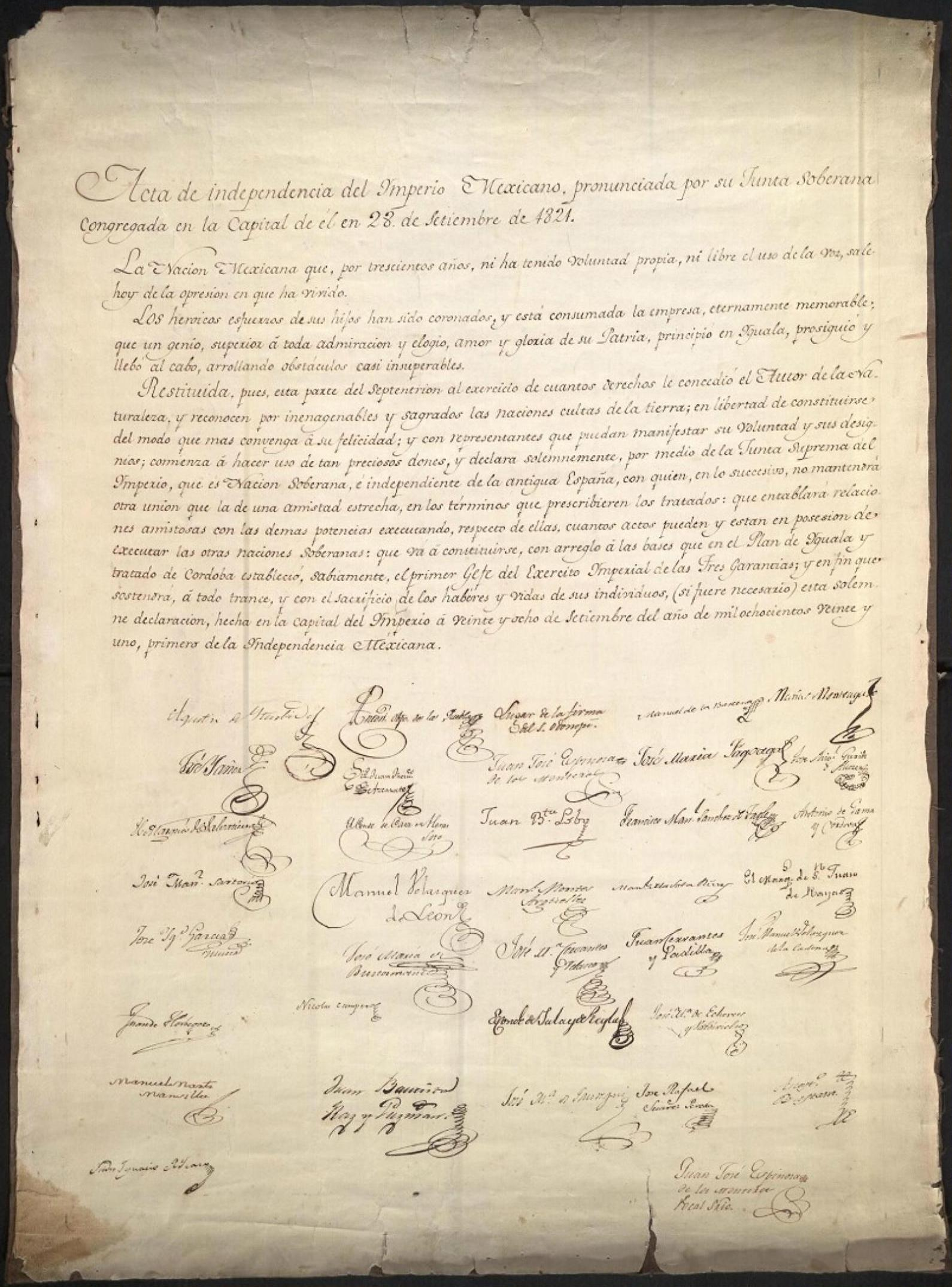
Декларація незалежності Мексиканської імперії, 1821 рік

З 1815 по 1821 рік сили прихильників незалежності складалися в основному з окремих загонів партизан. З цього середовища виділилися дві людини — Хосе Мігель Фернандес-і-Фелікс з Оахаки і Вісенте Герреро з Пуебла, здатні командувати військами і такі, що користуються довірою своїх послідовників. Але іспанський віце-король, бажаючи повернути контроль над ситуацією, видав указ про помилування кожного бунтівника, готового скласти зброю.
Після десятиріччя громадянських воєн і загибелі двох фундаторів звільнення, до початку 1820 року рух за незалежність був близьким до краху. Повстанці зіткнулися з жорсткістю іспанських військових і апатією багатьох креолів. Насильство нерегулярних армій Ідальго і Морелоса змусило впливових креолів боятися расової й класової війни й підтримати консервативну іспанську владу, в очікуванні менш кривавих способів боротьби.
Але саме на цьому етапі успішні ліберальні повстання в Іспанії зробили можливим радикальний перерозподіл просепаратистських сил. Частина креольської еліти побоювалася радикальних реформ і бажала ізолювати країну від ліберального впливу метрополії.
У грудні 1820 року настав час для останньої урядової кампанії проти повстанців — віце-король Хуан Руїс де Аподака направив війська на чолі з офіцером креолом Аґустіном де Ітурбіде, який здобув популярність за старанність, з якою він переслідував Ідальго і Морелоса на початку боротьби за незалежність, аби завдати поразки армії в штаті Герреро Оахака.
Однак незабаром Ітурбіде змінив позицію і перейшов на бік інсургентів, об'єднавшись із силами Герреро. У відозві 24 лютого 1821 року в місті Ігуала, що отримала назву «План Ігуала», він зажадав «трьох гарантій» для мексиканців, до числа яких увійшли: незалежність Мексики і встановлення конституційної монархії, рівність прав креолів та іспанців і збереження привілеїв католицької церкви.
Армія Ітурбіде майже не зустрічала опору. З Ігуали його солдати вийшли на північ і в середині квітня 1821 року вступили до Гуанхаути, потім на південь, де 22 травня зайняли Вальядолід. Далі вони виступили на північний схід до Керетаро і 28 червня оволоділи містом. Ітурбіде направив армію на південний схід, до столиці. 23 липня він увійшов до Куернаваки, через тиждень захопив Оахакой, 2 серпня Пуеблу. 19 серпня стався кровопролитний бій на підступах до Мехіко в Ацкапотцалько.
24 серпня 1821 року представники іспанської корони і підписали з Ітурбіде Кордовський договір, в якому визнавалася незалежність Мексики відповідно до положень «Плану Ігуала». 27 вересня визвольна армія ввійшла до Мехіко, а 28 вересня у столиці була оприлюднена «Декларація незалежності Мексиканської імперії». 18 травня 1822 року народ і гарнізон міста Мехіко проголосили Ітурбіде мексиканським імператором, і він вступив на престол під іменем Августина I (Аґустіна I).